# Jatipamor (Panyingkiran)
Jatipamor is een bestuurslaag in het regentschap Majalengka van de provincie West-Java, Indonesië. Jatipamor telt 3471 inwoners (volkstelling 2010).